# Con chó săn của dòng họ Baskerville
Con chó săn của dòng họ Baskerville (tiếng Anh: The hound of the Baskervilles) là bộ thứ ba trong bốn cuốn tiểu thuyết tội phạm được Sir Arthur Conan Doyle sáng tác có sự tham gia của thám tử Sherlock Holmes.

## Lịch sử
Ban đầu phần này được đăng trên Tạp chí Strand từ tháng 8 năm 1901 đến tháng 4 năm 1902, phần lớn lấy bối cảnh ở Dartmoor ở Devon ở miền Tây nước Anh. Câu chuyện kể về một vụ âm mưu giết người lấy cảm hứng từ truyền thuyết về một con chó săn đáng sợ, có nguồn gốc siêu nhiên. Sherlock Holmes và bạn đồng hành Bác sĩ Watson thực hiện điều tra vụ án. Đây là lần xuất hiện đầu tiên của Holmes kể từ sau sự kiện mô tả rằng ông đã chết trong truyện "Công việc cuối cùng của Sherlock Holmes" và thành công của tác phẩm Con chó săn của dòng họ Baskerville đã dẫn đến sự hồi sinh trở lại của nhân vật.
Là một trong những câu chuyện nổi tiếng nhất từng được viết, vào năm 2003, cuốn sách được liệt kê ở vị trí 128 của 200 "tiểu thuyết được yêu thích nhất" trên cuộc thăm dò toàn nước Anh Big Read của BBC. Năm 1999, nó được liệt kê là tiểu thuyết Holmes hàng đầu, với một đánh giá hoàn hảo 100/100 điểm từ các học giả nghiên cứu Sherlock Holmes.